# 11422 Алілієнтал
11422 Алілієнтал (1999 LD7, 1979 OQ, 1996 TK47, 1999 JA119, 11422 Alilienthal) — астероїд головного поясу, відкритий 10 червня 1999 року.
Тіссеранів параметр щодо Юпітера — 3,429.